# Ущелля (присілок)
Ущелля (рос. Ущелье) — присілок в Лешуконському районі Архангельської області Російської Федерації.
Населення становить 4 особи. Входить до складу муніципального утворення Лешуконське муніципальне утворення.

## Історія
Від 1937 року належить до Архангельської області.
Від 2004 року належить до муніципального утворення Лешуконське муніципальне утворення.

## Населення
| 2002 | 2010 | 2012 |
| ---- | ---- | ---- |
| 18   | ↘6   | ↘4   |